# Kráľova studňa (Pogórze Popradzkie)

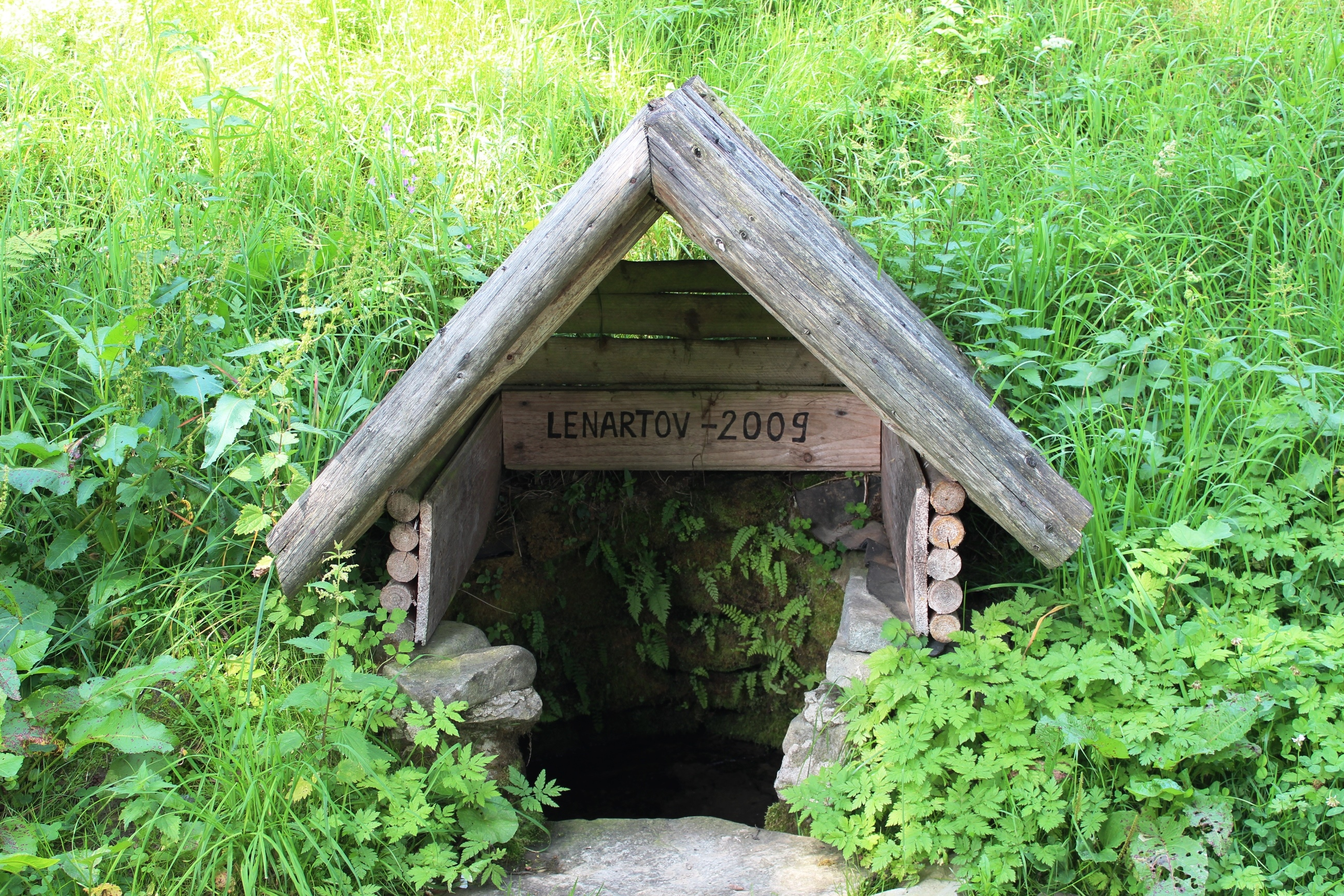
Królewska Studnia

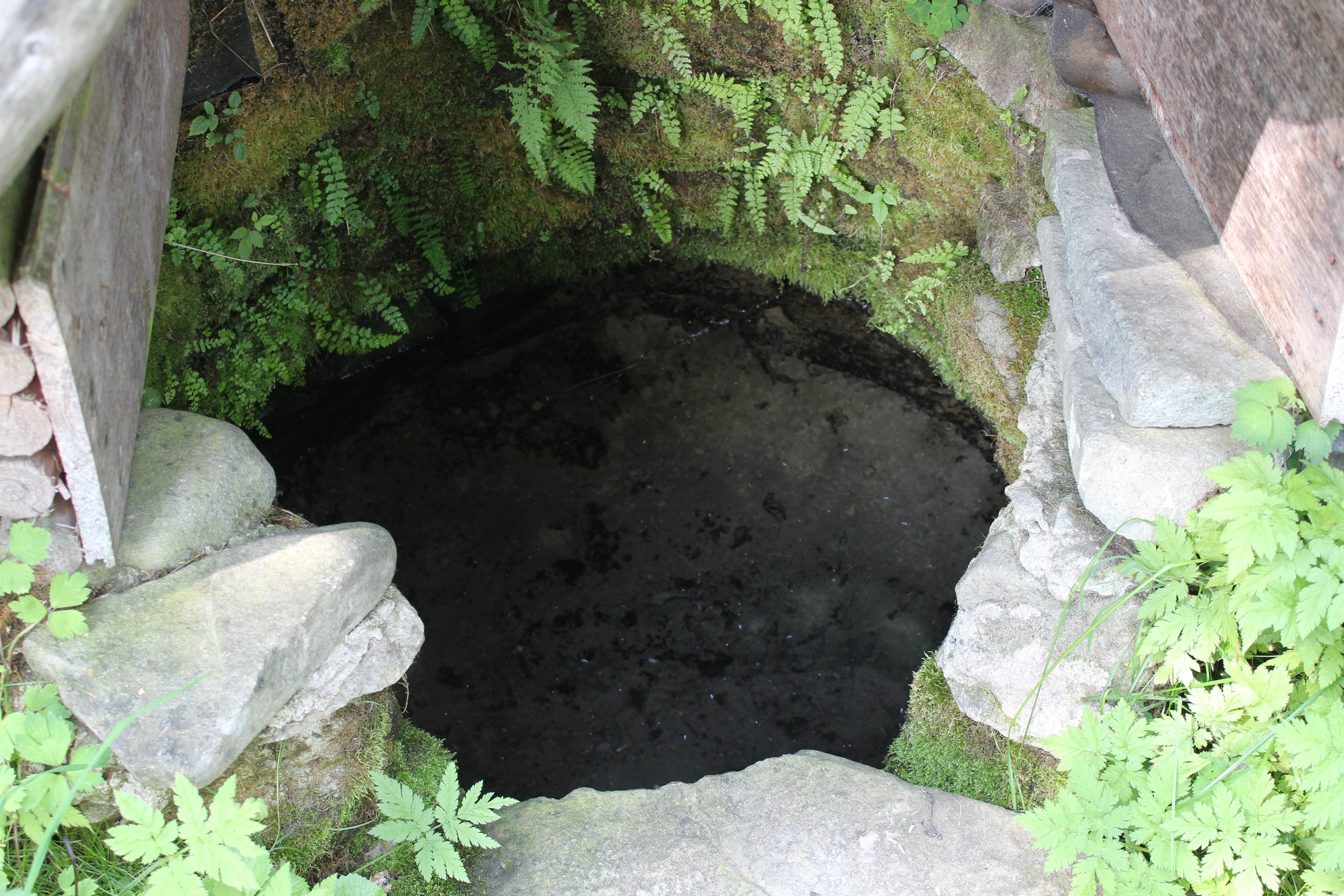
Źródło

Kráľova studňa (pol. Królewska Studnia) – źródło na terenie Słowacji, przy granicy polsko-słowackiej, niedaleko wsi Wojkowa.

## Historia
Według przekazów w miejscu tym w 1471 spotkał się król Węgier Maciej Korwin z królem Polski Kazimierzem IV Jagiellończykiem i jego synem Kazimierzem królewiczem, późniejszym świętym Kościoła katolickiego. W XIX wieku prowadził przez ten teren szlak handlowy z Węgier do Galicji. Pozostałością z tamtych czasów są ruiny gospody.
Źródło znajduje się poniżej grzbietu, jest ocembrowane i zabezpieczone drewnianym daszkiem. Nad źródłem znajduje się napis z nazwą nieodległej wsi Lenartov oraz rokiem 2009.

## Okolica
Źródło znajduje się na wysokości ok. 750 m n.p.m. W pobliżu znajduje się schron turystyczny Chatka OZ Kráľova studňa, dawniej stała tam również drewniana wieża widokowa pri Kráľovej studni z 2011 oraz nadal stoi nieduża kapliczka z figurą Matki Bożej. Przebiegają tutaj słowackie szlaki turystyczne – czerwony (E3) i zielony – oraz zielony szlak narciarski.
Źródło znajduje się w Górach Leluchowskich, które w polskiej regionalizacji fizycznogeograficznej według Jerzego Kondrackiego zaliczone zostały do Beskidu Sądeckiego, w nowszej regionalizacji z 2018 r. wraz z Górami Lubowelskimi do Pogórza Popradzkiego.

## Galeria

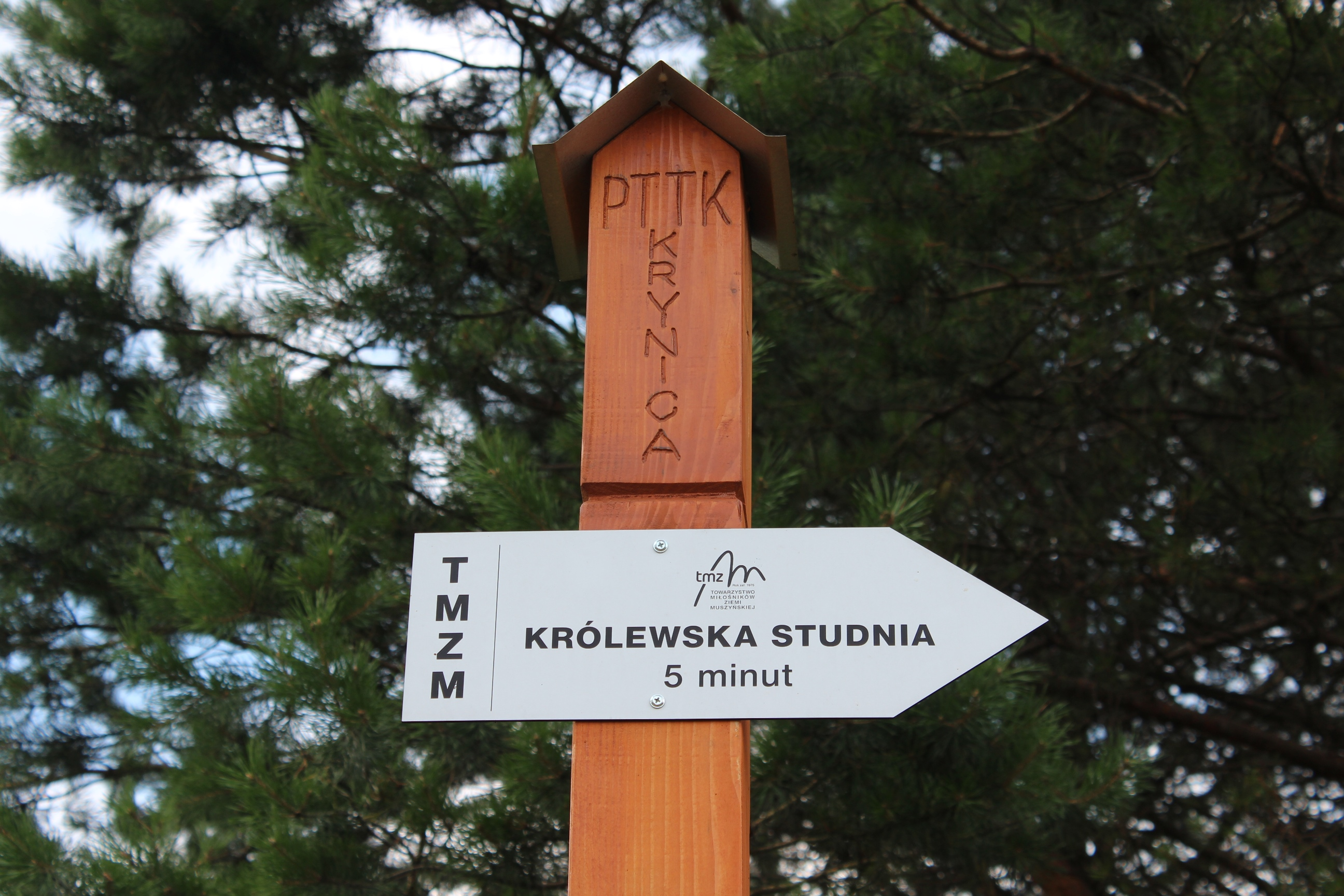
Drogowskaz po polskiej stronie granicy
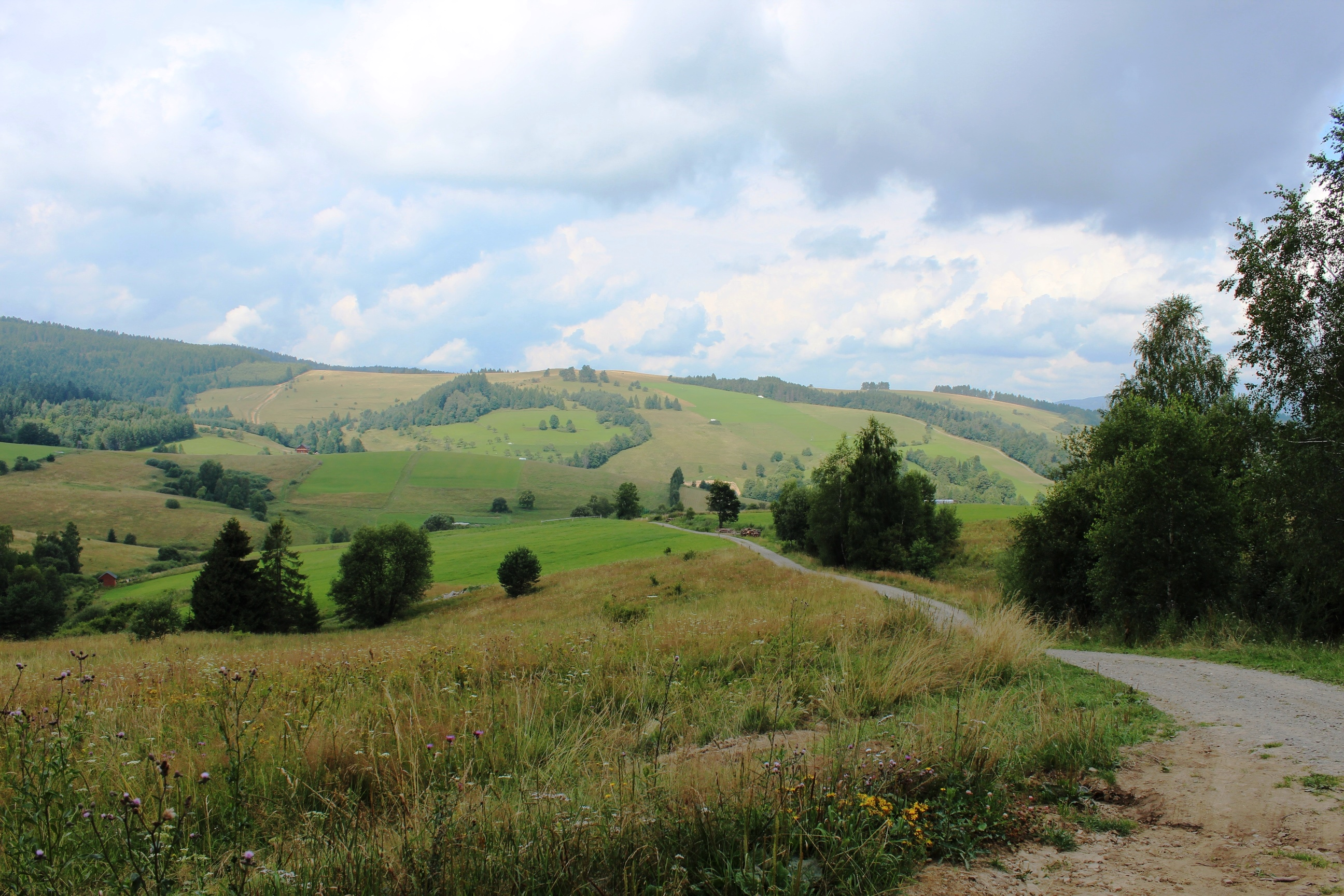
Dojście do Królewskiej Studni z Wojkowej
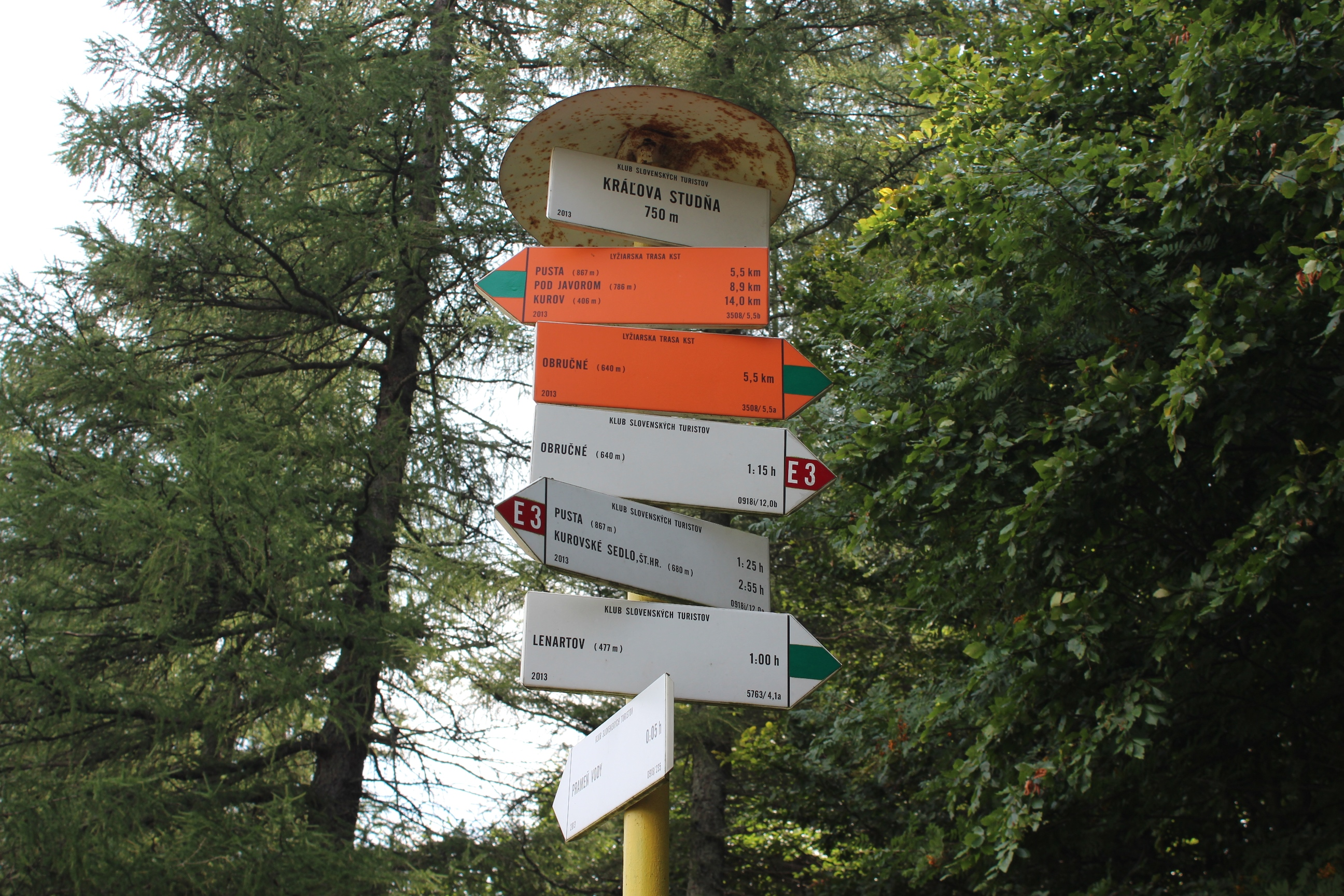
Drogowskazy słowackich szlaków
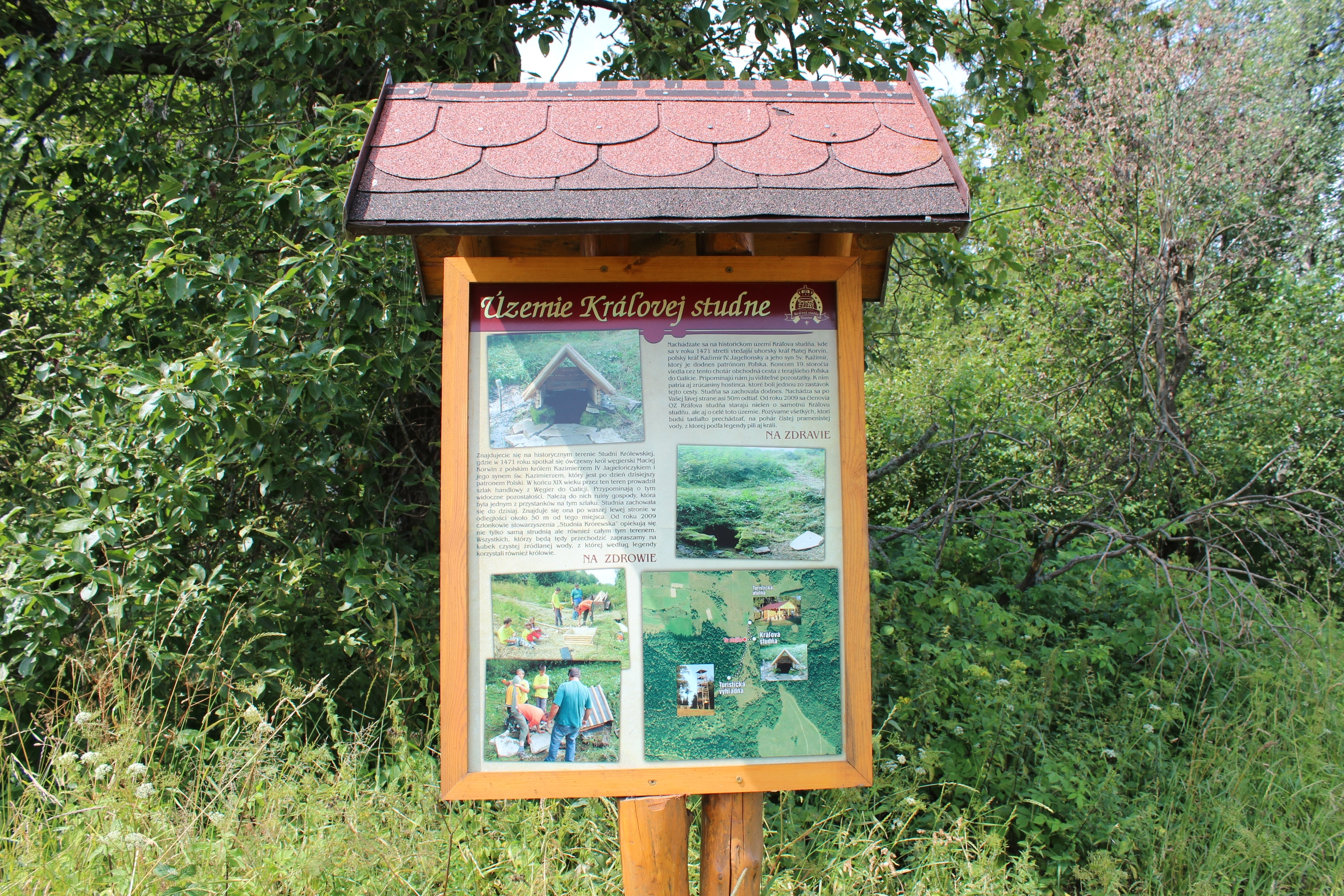
Tablica infromacyjna w języku słowackim i polskim
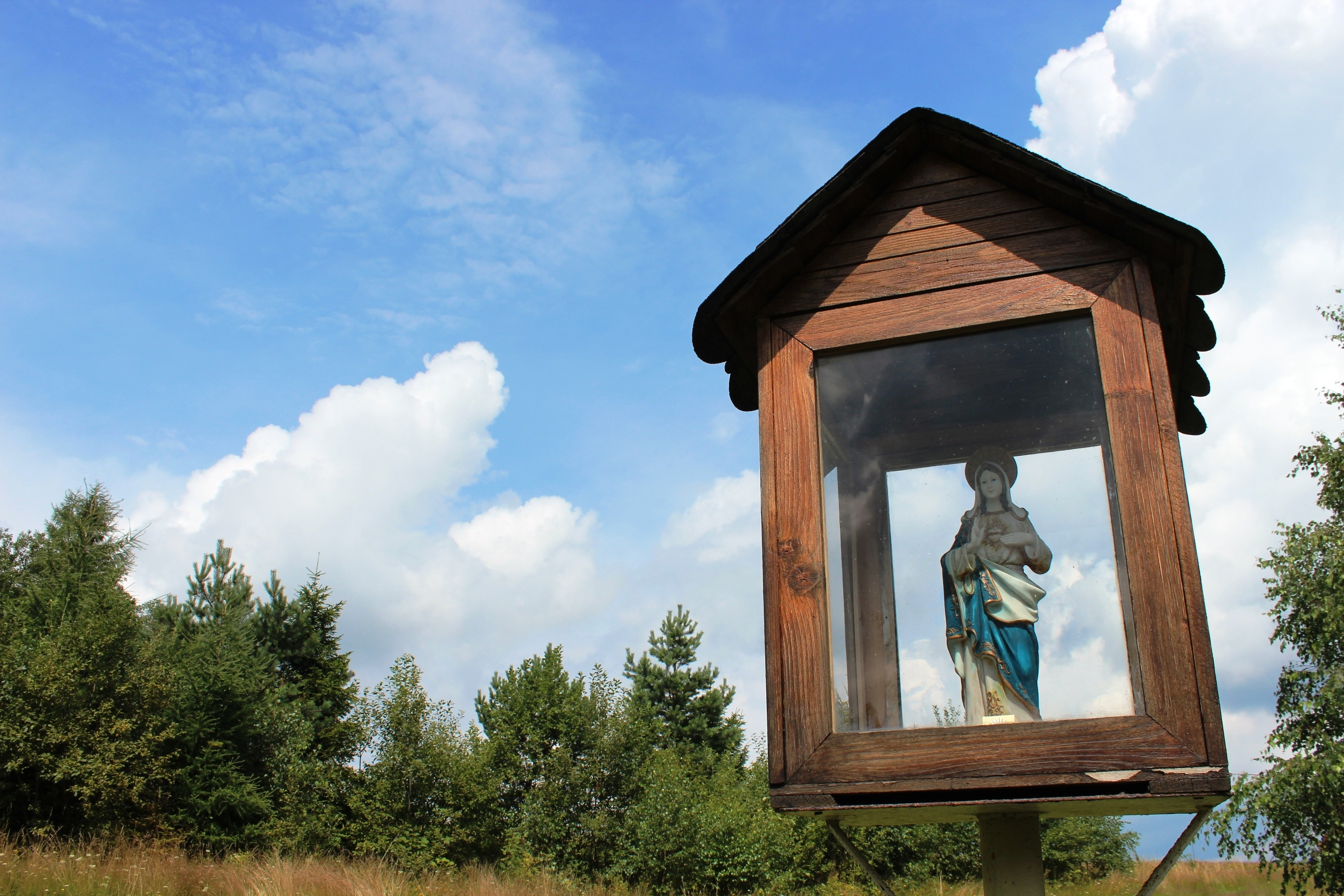
Kapliczka